# モンテネグロ王国 (1941-1944)
モンテネグロ王国（イタリア語: Governatorato del Montenegro）は、第二次世界大戦中の1941年10月から1943年9月まで、イタリアの傀儡政権として存在した。1943年9月のイタリア降伏後、モンテネグロ領土はドイツに占領され、1944年12月に消滅した。

## 背景
セルビア・クロアチア・スロベニア王国（KSCS、後にユーゴスラビア王国と改称）が成立する以前、モンテネグロは40年にわたり独立国家として承認されていた。1918年12月のKSCS成立の直前、モンテネグロ王国はセルビア王国と統合され、独立国家としては消滅した。第一次世界大戦直後の農地改革により、モンテネグロの山岳地帯からマケドニアやコソボなどユーゴスラビアの他の地域へ人口が移動した。この人口移動は、それらの地域におけるセルビア人の人口を増加させるという政治的目標も達成した。
1929年以降、ユーゴスラビアのゼータ・バノヴィナ（州）には、現代のモンテネグロ全土と、現代のセルビア、コソボ、クロアチア、ボスニア・ヘルツェゴヴィナの隣接地域が含まれていた。1939年8月、ドゥブロヴニクを含むコトル湾からペリェシャクまでのゼータ・バノヴィーナのクロアチア系民族の地域は、クロアチアの新しいバノヴィーナに合併された。ゼータ・バノヴィーナの最後のバンは、元ユーゴスラビア王国軍の准将であったブラジョ・ドゥカノヴィッチであった。1940年5月、政府に対抗する手段として、ユーゴスラビア共産党モンテネグロ支部（セルビア語・クロアチア語：Komunistička partija Jugoslavije、KPJ）は、ユーゴスラビア王立陸軍予備役が復員し、軍規を拒否し、さらには脱走することを提唱した。同年10月、KPJ全国大会はモンテネグロ支部のこの行動を激しく批判し、KPJを「帝国主義の攻撃者」から国を守る方向に方向転換させた。

## 歴史
枢軸国の侵攻
1941年4月、ドイツ主導の枢軸国によるユーゴスラビア侵攻の一環として、ボスニア・ヘルツェゴビナから来たドイツ軍とアルバニアから来たイタリア軍によってゼータ・バノビナが攻撃された。イタリア軍はダルマチアへ向かう途中、4月16日に通過した。占領軍は当初、第18歩兵師団メッシーナで構成されており、アルバニアに司令部を置く第9軍のイタリア第17軍団に属していた。
成立
4月17日、第17軍団の司令官ジュゼッペ・パフンディ中将は、アルバニアのイタリア総督フランチェスコ・ヤコモニから、チェティニエに新政府を樹立することを許可するメッセージを受け取った。翌日、アルバニアの首都ティラナで「モンテネグロ解放委員会」が結成され、モンテネグロの臨時政府の基礎となることを通知するさらなるメッセージを受け取った。4月28日、セラフィーノ・マッツォリーニ伯爵がモンテネグロの民間総監に任命されたが、アルバニアのイタリア軍最高司令部（スーペラルバとして知られる）に従属した。イタリア占領地の他の地域では、通常、民間総監の設置は併合の前段階であり、イタリア軍によって制定されたいくつかの法律は、モンテネグロがイタリアの州になりかけていたことを示している。イタリア国旗が配布・掲揚され、ベニート・ムッソリーニとイタリア国王の写真が官公庁に飾られ、ローマ式敬礼が義務付けられた。ファシスト党組織の結成が手配され、厳しい検閲が行われた。イタリア人官僚は公共団体、保険会社、銀行の財政を監督するよう命じられ、すべての学校は1941年末まで閉鎖が命じられた。
チェティニエに到着したイタリア軍は、「モンテネグロ解放委員会」を自称する「緑の党」（セルビア語・クロアチア語：Zelenaši）として知られる分離主義者グループと遭遇した。このグループはイタリア側によって、占領当局に助言を与える評議会の結成を奨励され、5月18日にマッツォリーニによって設立された。「暫定諮問委員会」は「象徴的に文民的権限を与えられた」が、実質的な意思決定者は依然としてイタリア軍であった。委員会は、ゼータ・バノヴィナ政府に代わってイタリア軍当局とともに働くことになったが、さまざまな町の委員会を任命し、既存の官僚機構を再活性化した。5月22日、「暫定諮問委員会」は解散させられたが、旧ユーゴスラビアの公務員当局はイタリアへの忠誠を誓った後もそのポストに留まった。6月19日、マッツォリーニは「高等弁務官」に任命され、イタリア外務省に対して占領地の文民行政に関する責任を負った。
イタリアはモンテネグロ人に対して「友好的で寛大」であった。当初、イタリア側はモンテネグロがイタリアと密接に結びついた「独立」国家になることを意図していたが、イタリア王妃エレナは最後のモンテネグロ君主ニコライ1世の娘であり、チェティニェ生まれであったことから、イタリアとモンテネグロの間には強い王朝のつながりがあった。ベニート・ムッソリーニは、モンテネグロを占領した後、ダルマチア系イタリア人がわずかに住んでいたコトル（イタリア語：カッタロ）の地域をイタリア王国に併合し、ダルマチア総督府内にカッタロ県を創設した。
イギリスの歴史家デニス・マック・スミスは、イタリア王妃（歴史上最も影響力のあるモンテネグロ人女性と考えられている）が、ファシストのクロアチア人とアルバニア人（モンテネグロ領土で自国を拡大することを望んでいた）の意向に反して、独立したモンテネグロの創設をムッソリーニに押し付けるよう、夫であるイタリア国王ヴィットーリオ・エマヌエーレ3世を説得したと記している。彼女の甥であるモンテネグロのミヒャエル王子は、ユーゴスラビアの甥であるピーター2世に忠誠を誓い、申し出を受けた王冠を受け取らなかった。
イタリア側は、1918年にセルビア王国と統合される以前、何世紀にもわたってモンテネグロを支配してきたペトロヴィッチ＝ニェゴシュ家(en)の離反した忠誠者グループから提供された情報に大きく依存していた。彼らはまた、1918年にセルビアとの連合に反対した「緑の党」のメンバー全員が、連邦ユーゴスラビア内のモンテネグロ単位ではなく、モンテネグロの完全な独立を望んでいると考えていた。実際には、「緑の党」はクルスト・ポポヴィッチが率いる派閥とセクラ・ドルジェヴィッチが率いる派閥の2つから構成されていた。ポポヴィッチはモンテネグロの完全な独立を目指したが、戦争の結果次第ではユーゴスラビア連邦内の別個の存在も検討するつもりであり、彼のグループにはモンテネグロ連邦党のメンバーも含まれていた。ドルジェヴィッチは、戦後のユーゴスラビア再形成という考えを否定し、独立を達成するためにイタリア側と協力することを望んでいた。
民衆の抵抗
モンテネグロ人はすぐにイタリアに対する不満を募らせた。これらの不満は主にコソヴォ地域やバチュカ、バラーニャからのモンテネグロ人の追放、ユーゴスラビアの他の地域からの難民の流入、ボスニア・ヘルツェゴビナでのウスタシュのテロから逃れた人々に関するものであった。モンテネグロ国民はまた、コソボの重要な食糧生産地域とウルチニの製塩施設をアルバニアに併合したこと、500ディナール以上のユーゴスラビア紙幣の流通を一時的に停止したことで多くのモンテネグロ人に経済的損害を与えたことに関して、イタリアに対する不満を持っていた。イタリア側がモンテネグロ国民の不満を強く警戒せざるを得なかった理由は3つあり、ユーゴスラビア軍の崩壊に伴う大量の安全が確保されていない軍用武器、侵攻時に捕虜となった旧ユーゴスラビア軍の将校や本国送還者のかなりの数、占領地におけるKPJの強さであった。 侵攻中、モンテネグロ人を中心に構成されたユーゴスラビア軍ゼータ師団は一時的にアルバニアに反撃したが、ユーゴスラビアの降伏後、武器と装備とともに大部分が帰国していた。1941年7月初め、KPJ中央委員会政治局のモンテネグロ人幹部ミロヴァン・ディラスは、占領軍に対する共産主義闘争を開始するため、ベオグラードからモンテネグロに到着した。
独立宣言
1941年6月初旬、マッツォリーニはイタリア当局と協力することを望む65人のイタリア人代議員からなる協議会を結成した。 7月初旬、町や村の委員会は「モンテネグロの回復を宣言」するため、代表者をチェティニェの国民議会（Narodna Skupština）に送った。この宣言は、1918年11月のセルビアとの連合、1931年のユーゴスラビア憲法を廃止するものであった。また、モンテネグロが立憲君主制によって統治される主権独立国家であることを宣言するものであった。国民議会の議員たちは、この宣言がイタリアの君主制とモンテネグロの統合をもたらすものであり、新国家には実質的な独立性がないことに気づくと、代表団のほぼ全員が町や村に戻った。
ペトロヴィッチ＝ニェゴシュ家のメンバーには王位を受け入れる意志のある者がいなかったため、国民議会はイタリア国王ヴィットーリオ・エマヌエーレ3世の名目上の統治の下に「摂政」を設置することを決定した。
蜂起
1941年7月13日、KPJモンテネグロ支部によってイタリア軍に対する蜂起が起こった。蜂起の引き金となった出来事は、前日にイタリア摂政が率いるモンテネグロ王国の復活が宣言され、モンテネグロ分離主義者のドルジェヴィッチと「緑の党」が指導したことだった。反乱軍には、多数のセルビア人民族主義者や、捕虜収容所から釈放されたばかりの元ユーゴスラビア軍将校も含まれていた。ヘルゼゴビナのウスタシによるテロから逃れたセルビア人が蜂起に重要な役割を果たした。反乱軍は蜂起の初期段階で小さな町や村を掌握した。ベラネ攻撃を成功させた際、最悪の戦闘の中、当時のパヴレ・ドゥリシッチ大尉は頭角を現し、蜂起の主要指揮官の一人として頭角を現した。 イタリア軍は完全に準備不足に陥り、数日のうちにチェティニエは占領地の他の地域から完全に孤立し、占領軍はアルバニアの上層部に支援を要請せざるを得なくなった。イタリア外相のガレアッツォ・チャーノ伯爵は蜂起に衝撃を受け、イタリア軍の鎮圧能力を懸念した。
蜂起は時期尚早であり、6万7000人のイタリア軍が6週間以内にすべての町と通信路の制圧を回復し、国境地帯のイスラム教徒とアルバニアの非正規部隊が側面警備を行った。アルバニアに駐屯するイタリア第9軍司令官アレッサンドロ・ピルツィオ・ビローリは、モンテネグロに駐屯するイタリア軍全軍の指揮官に第14軍団司令官ルイジ・メンタスティ中将を任命し、反乱鎮圧の命令を下した。ピルツィオ・ビローリは「復讐行為と無益な残虐行為」を避けるよう軍に指示した。それにもかかわらず、反乱を鎮圧するために数十の村が焼かれ、数百人が殺され、1万人から2万人の住民が抑留された。しばらくの間、イスラム教徒とアルバニア人の非正規兵が村々を略奪し、放火することが許された。蜂起が始まってから最初の数カ月間、反乱グループにはKPJのメンバーとその信奉者だけでなく、セルビア人民族主義者も含まれており、グループの指導者も混在していた。当初から強力な中央指導力を有していたパルチザンと異なり、モンテネグロの民族主義者たちはこの初期段階において、やがてユーゴスラビアのチェトニク運動の指導者となるドラジャ・ミハイロビッチの本部とはほとんど、あるいはまったく連絡を取っていなかった。KPJのメンバーによる調整以外では、民族主義者たちは、近隣の地区の人々とさえも、必ずしも協力し合わなかった。彼らの動機は主に家族を守るためだった。その後、蜂起の共産主義的指導者たちと参加していた民族主義者たちとの間に分裂が生じた。民族主義者たちは蜂起が敗北したことを認識し、闘争を継続する決意を固めていたパルチザンとは異なり、闘争の停止を望んでいた。秋になると、民族主義者たちはイタリア人と接触し、パルチザンと闘うための支援を申し出た。その後、モンテネグロ北部のヴァソイェヴィッチ一族で人気のあったドゥリシッチを含む民族主義者たちは内陸部に撤退した。ドゥリシッチのような民族主義者の焦点は、イタリア人を刺激しないようにすることであったが、攻撃された場合には山村を保護することであった。 モンテネグロ北部では、共産主義者と民族主義者の間に顕著な区別があり、民族主義者はセルビアとのより緊密な関係を持ち、イスラム教徒に対する「辺境」的なメンタリティを持っていた。共産主義者たちは自分たちの階級的敵に反旗を翻して革命を継続することを望んだが、一方でウスタシュがサンドジャックのムスリムたちを操り、アルバニアに併合された地域からセルビア人を追放したことが相まって、イドゥリシッチと彼のチェトニクはこの地域のムスリムとアルバニア人に反旗を翻して蜂起を継続することを焦らせた。蜂起は1941年12月まで続いた。
蜂起の結果、イタリアはマッツォリーニの高等弁務官の地位を廃止することを決定した。1941年10月3日、モンテネグロはモンテネグロ総督府と改称され、ビローリが軍事と民政の両方を担当する総督に任命された。12月1日、第14軍団はモンテネグロ軍司令部と改称された。